# TaN
TaN es el segundo DVD recopilatorio de la banda uruguaya de rock No Te Va Gustar. Fue grabado en el recital del 17 de marzo de 2007 en el Estadio Charrúa, es la representación del CD Todo es tan inflamable. El DVD además de la grabación del recital, trae un documental "Inflamable" dirigido y editado por Pablo Adbala (cuenta sobre la grabación de su cuarto disco). 

## Lista de canciones
| N.º   | Título               | Escritor(es)        | Duración |  |
| 1.    | «De nada sirve»      | Emiliano Brancciari | 4:45     |  |
| 2.    | «En la cara»         | Emiliano Brancciari | 2:03     |  |
| 3.    | «No lo ves»          | Emiliano Brancciari | 4:09     |  |
| 4.    | «Eskimal»            | Mateo Moreno        | 5:06     |  |
| 5.    | «Simplemente yo»     | Mateo Moreno        | 4:25     |  |
| 6.    | «Vivir muriendo»     | Emiliano Brancciari | 3:51     |  |
| 7.    | «El oficial»         | Mateo Moreno        | 4:27     |  |
| 8.    | «Una triste melodía» | Emiliano Brancciari | 5:47     |  |
| 9.    | «El instrumento»     | Eduardo Darnauchans | 2:52     |  |
| 10.   | «Fuera de control»   | Emiliano Brancciari | 3:32     |  |
| 11.   | «Ilegal»             | Emiliano Brancciari | 3:32     |  |
| 12.   | «Todo el día»        | Emiliano Brancciari | 2:35     |  |
| 14.   | «Tirano»             | Emiliano Brancciari | 5:06     |  |
| 15.   | «Dedos»              | Rubén Rada          | 4:11     |  |
| 16.   | «Poco»               | Emiliano Brancciari | 4:24     |  |
| 17.   | «Pensar»             | Emiliano Brancciari | 3:44     |  |
| 60:11 |                      |                     |          |  |

## Créditos
No Te Va Gustar
- Emiliano Brancciari: guitarra y voz
- Gonzalo Castex: percusión
- Martín Gil: trompeta, fliscorno y coros
- Denis Ramos: Trombón, tuba, percusión, voz y coros
- Mauricio Ortíz: saxo tenor, barítono y percusión
- Marcel Curuchet: teclado y coros
- Diego Bartaburu: batería
- Guzmán Silveira: bajo y coros

Músicos invitados
- Mario Benedetti: voz
- Fernando Cabrera: voz y guitarra acústica
- Rubén Rada: voz
- Mateo Moreno: voz y guitarra acústica
- Federico Socio Lima: voz
- Darío Prieto: guitarra acústica y coros
- Pablo Bambino Coniberti: guitarra eléctrica
- Pablo Zuloaga: saxo tenor
- Andrea Viera: saxo tenor y flauta traversa
- Martín Morón: trombón
- Juan Olivera: trompeta
- Javier Olivera: trompeta
- Pablo Gancho Leites: percusión
- Fernando Cachito Rodríguez: percusión
- Gian Di Piramo: viola

Producción
- Diego Coco García Scheck: Dirección de cámaras en vivo
- Daniel Baez: Grabación de audio en vivo
- Sebastián Cerveñansky: Edición
- Pablo Abdala: Edición
- Diego Verdier: Mezcla y masterización
- Emiliano Brancciari: Mezcla, masterización y posproducción
- Denis Ramos: Mezcla y masterización
- Marcel Curuchet: Mezcla y masterización
- Nicolás Fervenza: Producción ejecutiva
- El Fantasma de Heredia: Arte
- Matilde Campodónico: Foto interior

## Cortes de difusión
- "Fuera de control" (2008)